# Juniperus saltillensis
Juniperus saltillensis ist eine Pflanzenart aus der Familie der Zypressengewächse (Cupressaceae). Sie ist im nördlichen und zentralen Mexiko heimisch.

## Beschreibung
Juniperus saltillensis wächst als immergrüner Strauch, der Wuchshöhen von bis zu 7 Metern erreichen kann. Der mehrstämmige Strauch verzweigt direkt am Boden oder knapp darüber. Die Krone ist breiter als hoch. Die Äste sind an ihren Enden aufwärts gebogen oder hängend. Die dicht stehenden Zweige gehen gerade von den kurzen Ästen ab. Die weißlich graue Borke blättert in langen und dicken, schuppigen Streifen ab und hat eine rotbraune innere Rinde. Die Rinde der Zweige ist grau gefärbt.
Die hell gräulich-grünen Schuppenblätter sind meist gegenständig oder kreuzgegenständig angeordnet und überlappen meistens nicht gegenseitig. Die Blätter an den oberen Zweigen werden 1 bis 2 Millimeter lang und besitzen ein spitzes bis abgerundetes oberes Ende. Ihr Blattrand ist dicht mit unregelmäßigen kleinen Zähnen versehen. In der Mitte der Blattunterseite kann sich eine flach-eiförmige Drüse befinden. Die Blätter an den Zweigenden werden 3 bis 6 Millimeter lang und besitzen an der Blattunterseite eine 1,5 bis 4 Millimeter lange, linear-tränenförmige, erhobene Drüse.
Juniperus saltillensis ist zweihäusig getrenntgeschlechtig (diözisch), wobei gelegentlich auch einhäusig getrenntgeschlechtliche (monözische) Exemplare auftreten können. Die männlichen Blütenzapfen erreichen eine Länge von 2 bis 3,5 Millimetern und enthalten acht bis zwölf dreieckige Mikrosporophylle sowie drei bis vier Mikrosporangien. Die weiblichen Beerenzapfen sind bei einer Länge von 5 bis 7 Millimetern und einer Dicke von 4,5 bis 8 Millimetern eiförmig geformt. Sie reifen innerhalb eines Jahres und verfärben sich dann von anfangs weinrot zu glänzend weißlich-blau. Die Beerenzapfen sind faserig und sehr harzig.

## Verbreitung und Standort
Das natürliche Verbreitungsgebiet von Juniperus saltillensis liegt im nördlichen und zentralen Mexiko und umfasst die Bundesstaaten Chihuahua, Coahuila, Nuevo León und Zacatecas.
Juniperus saltillensis gedeiht in Höhenlagen von 1800 bis 2900 Metern  vor allem an Berghängen auf flachgründigen, steinigen Böden, die sich auf Kalkstein gebildet haben. Die Art bildet häufig Mischbestände mit dem Alligator-Wacholder (Juniperus deppeana), Juniperus flaccida und mit Pinus cembroides.

## Systematik
Die Erstbeschreibung als Juniperus saltillensis erfolgte 1971 durch Marion Trufant Hall in Fieldiana, Botany, Band 34, Nummer 4, Seite 45. Ein Synonym für Juniperus saltillensis M.T.Hall ist Juniperus ashei var. saltillensis (M.T.Hall) Silba.

## Gefährdung
Juniperus saltillensis wird in der Roten Liste der IUCN als „nicht gefährdet“ eingestuft. Es wird jedoch darauf hingewiesen, dass eine erneute Überprüfung der Gefährdung notwendig ist.